# Tempestade tropical Helene (2000)
A tempestade tropical Helene foi um ciclone tropical de longa duração que oscilou por dez dias entre uma onda tropical e uma tempestade tropical com ventos de 110 km/h (70 mph). Foi o décimo segundo ciclone tropical e a oitava tempestade tropical da temporada de furacões no Atlântico de 2000, formando-se em 15 de setembro a leste das Ilhas de Barlavento. Depois de degenerar em uma onda tropical, o sistema produziu enchentes e deslizamentos de terra em Porto Rico. O ciclone transformou-se em uma depressão tropical em 19 de setembro ao sul de Cuba e cruzou a porção oeste da ilha no dia seguinte, enquanto estava à beira de se dissipar. No entanto, intensificou-se para uma tempestade tropical no Golfo do México, atingindo seu pico de intensidade ao se aproximar da costa norte do Golfo.
A tempestade enfraqueceu rapidamente antes de chegar à costa perto de Fort Walton Beach, Flórida, em 22 de setembro. Produziu fortes chuvas ao longo do Panhandle da Flórida que atingiu 243 mm (9.56 in). As chuvas inundaram centenas de casas e fizeram com que o rio Sopchoppy atingisse uma crista recorde. Rajadas de vento deixaram cerca de 5 000 pessoas sem energia, embora as chuvas tenham amenizado as condições de seca. Na Carolina do Sul, Helene gerou um tornado que matou uma pessoa e feriu outras seis; as fortes chuvas no estado também causaram uma morte quando um motorista atingiu um lençol de água e bateu numa árvore. A chuva se estendeu para nordeste em Delaware. Danos gerais nos Estados Unidos foram estimados em US$ 16 milhões. Helene emergiu da Carolina do Norte como uma tempestade tropical e voltou a intensificar-se até quase a força de um furacão antes de ser absorvida por uma frente fria em 25 de setembro.

## História meteorológica
Uma onda tropical atingiu a costa africana em 10 de setembro. Pouco depois, ele perdeu a maior parte de sua convecção atmosférica e inicialmente mostrou poucos sinais de desenvolvimento à medida que se movia para o oeste. Em 14 de setembro, a convecção foi reformada perto do centro do sistema. Continuou a se organizar e, no dia seguinte, o National Hurricane Center (NHC) classificou-o como Depressão Tropical Doze. Na época, estava localizado 470 mi (765 km) a leste das Ilhas Sotavento. Nesse ponto, a depressão tinha uma circulação fraca e convecção irregular. Um anticiclone ao norte fez com que a depressão se movesse geralmente para o oeste, e as condições dos níveis superiores eram consideradas favoráveis à intensificação. No entanto, a circulação se afastou da área principal de convecção antes de um voo dos Hurricane Hunters indicar que a depressão degenerou em uma onda tropical em 16 de setembro. Embora não tenha havido uma circulação fechada, o voo observou ventos de nível de voo de 65 mph (105 km/h) ao norte e ao leste do sistema.
Os restos da depressão continuaram em direção ao oeste, passando pelas Pequenas Antilhas em 17 de setembro. Apesar das condições favoráveis para o desenvolvimento, incluindo baixo cisalhamento do vento e temperaturas quentes do oceano, o sistema permaneceu uma onda tropical enquanto se movia pelo Mar do Caribe. No final de 19 de setembro, outro avião de reconhecimento descobriu uma circulação fechada a noroeste da Grande Caimão. Embora houvesse convecção mínima perto do centro, ela se organizou o suficiente para ser reclassificada como depressão tropical. Após o desenvolvimento, a depressão foi movida para oeste-noroeste em torno de um grande anticiclone a leste da Flórida. Sua circulação era ampla, embora o NHC antecipasse um fortalecimento adicional. As condições permaneceram favoráveis para a intensificação, mas em vez disso a depressão enfraqueceu ao se aproximar de Cuba. Por volta de 1200 UTC em 20 de setembro, ele se moveu através da ponta ocidental de Cuba para o Golfo do México com tempestades mínimas perto do centro. Poucas horas depois, o NHC notou que "o ciclone [estava] prestes a se abrir em um vale orientado para leste-oeste". A agência não tenha descontinuado os alertas devido ao aumento da convecção próximo ao centro, embora nenhuma intensificação fosse esperada. No entanto, a circulação e convecção do sistema tornaram-se mais organizadas, e no início de 21 de setembro o NHC elevou a depressão para Tempestade Tropical Helene.

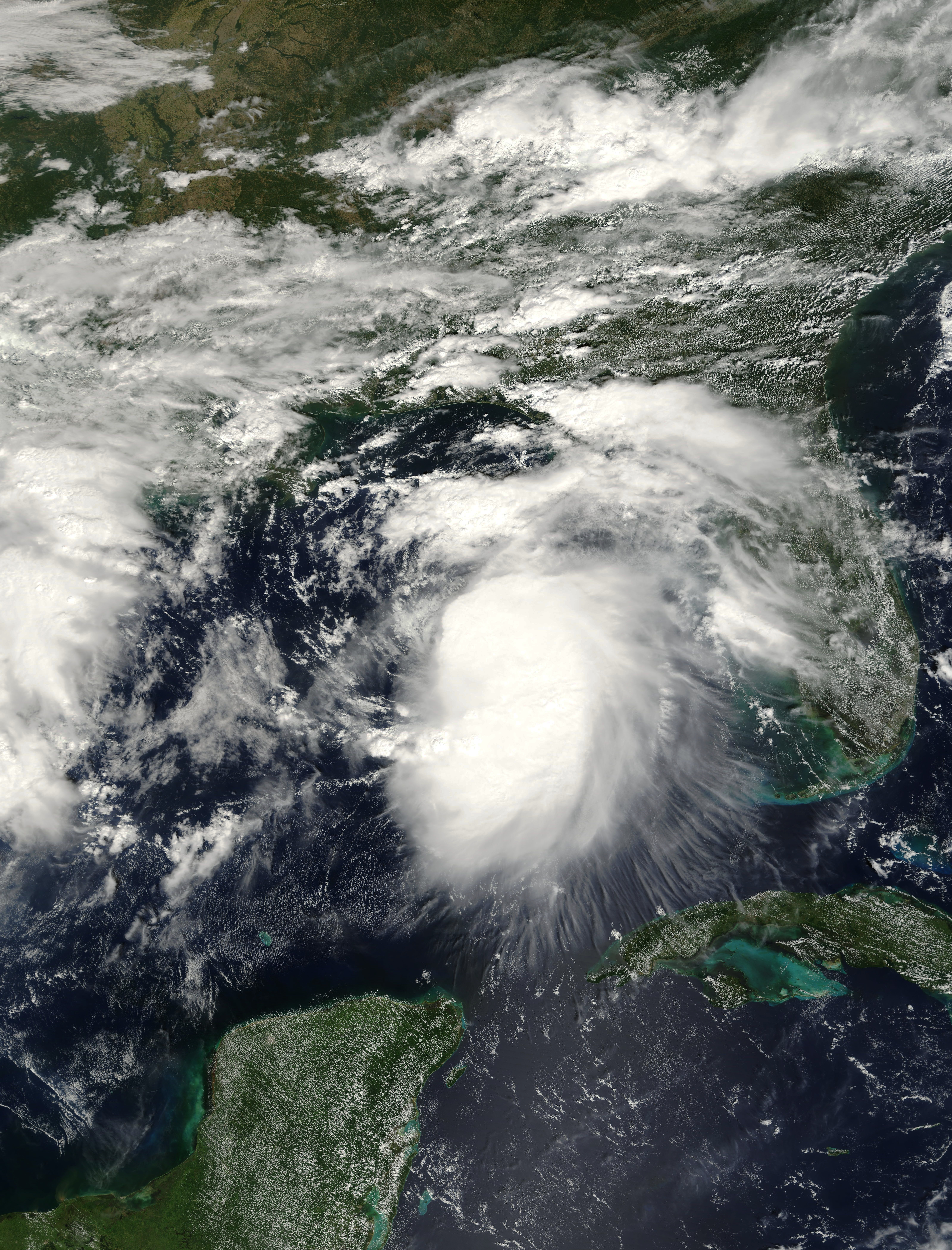
Tempestade tropical Helene perto de seu pico de intensidade inicial em 21 de setembro

Ao se tornar uma tempestade tropical, Helene gradualmente virou para o norte enquanto contornava um anticiclone para o leste. Ele se intensificou rapidamente após sua atualização e atingiu seu pico de intensidade de 110 km/h (70 mph) no final de 21 de setembro. A tempestade foi pequena com um campo de vento assimétrico, e o cisalhamento do vento deslocou a circulação da convecção profunda. O aumento do cisalhamento do vento impediu que Helene atingisse o status de furacão, e a tempestade começou a enfraquecer em 22 de setembro ao se aproximar da costa norte do Golfo. Às 0900 UTC naquele dia, forte cisalhamento do vento afastou a convecção do centro e em direção ao norte e nordeste. Isso levou o meteorologista do NHC, Lixion Avila, a comentar: "Se eu não tivesse um avião de reconhecimento na área, não saberia que havia um ciclone tropical apenas observando imagens de satélite infravermelho." A tempestade atingiu a costa perto de Fort Walton Beach, Flórida às 1200 UTC em 22 de setembro, após enfraquecimento de sua intensidade de pico para ventos de 40 mph (64 km/h).
Após o deslocamento para a costa, uma área de convecção se desenvolveu novamente sobre o centro de Helene e a circulação tornou-se bem definida em imagens de radar. A tempestade acelerou para o nordeste em direção aos Westerlies, e cerca de seis horas após sua chegada, Helene enfraqueceu para o status de depressão tropical após cruzar para o sudeste do Alabama. Poucas horas depois, o NHC emitiu o último comunicado sobre o sistema e transferiu os alertas para o Centro de Predição Hidrometeorológica. Os modelos de previsão de furacões anteciparam o fortalecimento e, devido à trilha de previsão ao norte da Corrente do Golfo, o NHC previu a intensificação como um ciclone extratropical. A agência observou que a tempestade tropical Danny de 1997 voltou a se intensificar na mesma região como um ciclone tropical. Apesar do forte cisalhamento do vento, a convecção aumentou sobre o centro de Helene enquanto a tempestade se movia pela Carolina do Norte. Estações ao longo de Outer Banks relataram ventos sustentados de até 59 mph (95 km/h). Imagens de satélite e dados de boias indicaram que Helene voltou a se intensificar em uma tempestade tropical no interior da Carolina do Norte. A tempestade emergiu da costa da Virgínia em uma área de menor cisalhamento do vento, onde as condições eram mais favoráveis para o fortalecimento. A tempestade tornou-se compacta sobre o norte do Oceano Atlântico, com um diâmetro de 230 km (140 mi). Uma forte convecção desenvolveu-se sobre o centro em 24 de setembro, e no dia seguinte Helene voltou a atingir seu pico de intensidade de 70 mph (110 km/h) enquanto a sudeste da Nova Escócia. A estimativa do vento foi baseada em observações do Neptune Olivine, um navio próximo que registou 64 mph (103 km/h) ventos e uma pressão barométrica de 988 mbar (29.2 inHg) ; como o navio estava localizado ao sul do centro, a pressão mínima da tempestade foi estimada em 986 mbar (29.1 inHg). Helene continuou se movendo rapidamente para o leste-nordeste, e no final de 25 de setembro se dissipou ao ser absorvida por uma frente fria.

## Preparações e impacto

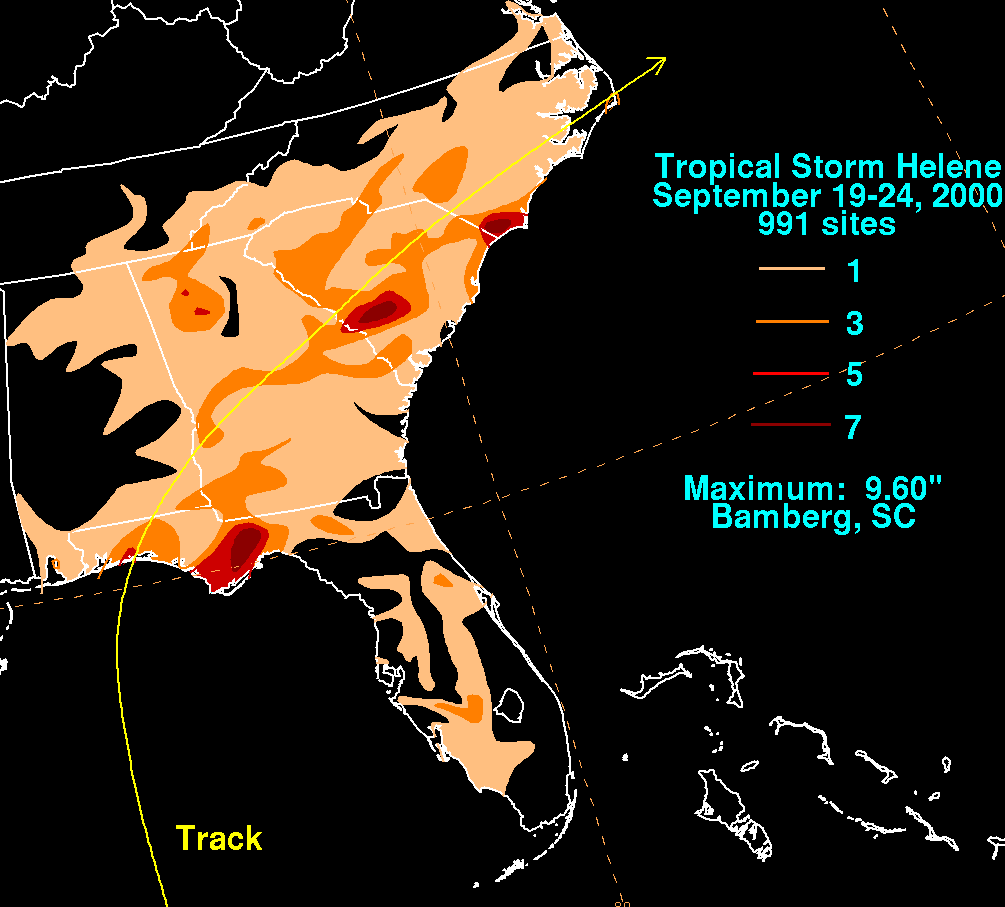
Precipitação total de Helene em todo o sudeste dos EUA

### Caribe
Quando a Depressão Tropical Doze se formou pela primeira vez, vários governos nas Pequenas Antilhas emitiram um alerta de tempestade tropical, incluindo as ilhas SSS, Antígua e Barbuda, Anguila, Montserrat e São Cristóvão e Nevis. A vigilância foi interrompida depois que a depressão degenerou em uma onda tropical. Como uma onda tropical, Helene moveu-se pelas Pequenas Antilhas com ventos fortes; as rajadas de Guadalupe atingiram 89 km/h (55 mph). O sistema também produziu fortes chuvas, atingindo 80 mm (3.14 in) em Antígua. A onda passou para o sul de Porto Rico em 17 e 18 de setembro. Em toda a parte sul e leste da ilha, o sistema produziu 150 to 300 mm (6 to 12 in) de chuva, que resultou em inundações repentinas e deslizamentos de terra. Uma casa foi destruída e mais de 100 casas foram afetadas em Ponce, forçando várias famílias a evacuar. A inundação também destruiu uma ponte em Guayama e tornou muitas estradas intransitáveis. Os danos na ilha foram estimados em $ 100 000. Depois que o sistema se desenvolveu novamente em uma depressão tropical, o governo de Cuba emitiu um alerta de tempestade tropical para as províncias de Isla de la Juventud, Havana e Pinar del Río, bem como para a cidade de Havana .

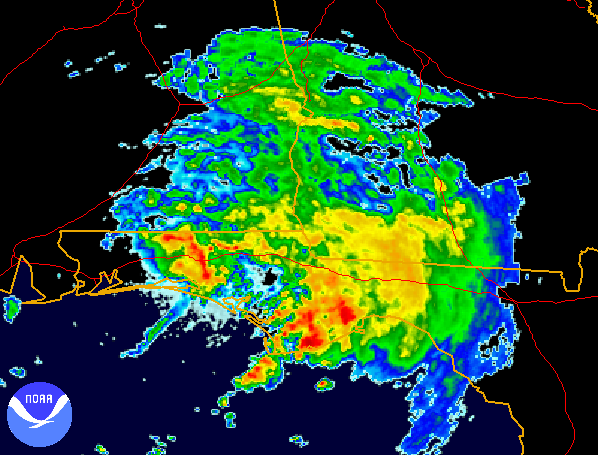
Imagem de radar da tempestade tropical Helene logo após atingir o continente

Cerca de 21 horas antes de Helene aterrissar, o NHC emitiu um alerta de tempestade tropical da fronteira da Louisiana e do Mississippi até a foz do rio Aucilla ao longo do Panhandle da Flórida. Seis horas depois, a agência também emitiu um alerta de furacão da fronteira da Flórida e do Alabama até a foz do rio Aucilla. Um dia antes da tempestade chegar à costa, as seções locais da Cruz Vermelha Americana tinham 18 abrigos de emergência prontos para abrigar os evacuados da tempestade. Um abrigo foi aberto em Tallahassee e outro em Apalachicola. Cerca de 130 pessoas foram evacuadas para abrigos na parte oeste do Panhandle da Flórida e aviões evacuaram bases militares na região. Prédios do governo foram fechados em Okaloosa, e escolas foram fechadas nos condados de Okaloosa, Walton e Santa Rosa.
Apesar de ser um ciclone tropical fraco na chegada ao continente, a tempestade tropical Helene causou US$ 16 milhões em danos. No Alabama, rajadas de vento atingiram 58 km/h (36 mph) na Base Aérea de Brookley em Mobile ; a mesma estação registou o maior índice pluviométrico do estado, com um total de 27 mm (1.08 in). A tempestade também causou pequena erosão na praia e danos costeiros ao longo da Ilha Dauphin.
Na vizinha Flórida, a tempestade causou fortes chuvas ao longo do panhandle, com pico de 243 mm (9.56 in) em Apalachicola. As chuvas causaram inundações, principalmente nos condados de Franklin, Wakulla e Leon, todos os quais fecharam escolas e prédios públicos. Avisos de inundação foram emitidos para áreas afetadas pela tempestade tropical Gordon cinco dias antes. As chuvas intensas fizeram com que o rio Sopchoppy ultrapassasse suas margens e atingisse uma crista recorde de 10.6 m (34.9 ft), quebrando o recorde anterior estabelecido em 1970. Várias casas e estradas próximas foram inundadas perto do rio. Cerca de 100 casas foram inundadas no condado de Leon, e 70 ruas foram inundadas em Tallahassee. Partes da US Highway 98 foram inundadas em Port St. Joe e perto de Carrabelle. Cerca de 70 as pessoas tiveram que evacuar suas casas devido às inundações. As inundações foram mínimas no oeste da Flórida devido às condições de seca do verão anterior. Os ventos sustentados em todo o estado atingiram um pico de 48 km/h (30 mph), embora as rajadas tenham chegado a 45 mph (72 km/h) no Cabo San Blas. Nesse local, houve mais de US$ 100 000 em danos em estradas e perdas de praias. Os ventos combinados com as fortes chuvas fizeram com que as árvores caíssem nas linhas de energia, deixando cerca de 5 000 pessoas sem eletricidade. A tempestade gerou 6 tornados ao longo do panhandle, um dos quais destruiu várias casas móveis em Wakulla. Quando a tempestade atingiu a costa, as marés estavam abaixo de 0.61 m (2 ft) acima do normal, mas eram altos o suficiente para causar pequena erosão na praia. No condado de Leon, a tempestade destruiu duas casas e seis casas móveis, e danificou mais de 120 casas no condado de Wakulla.

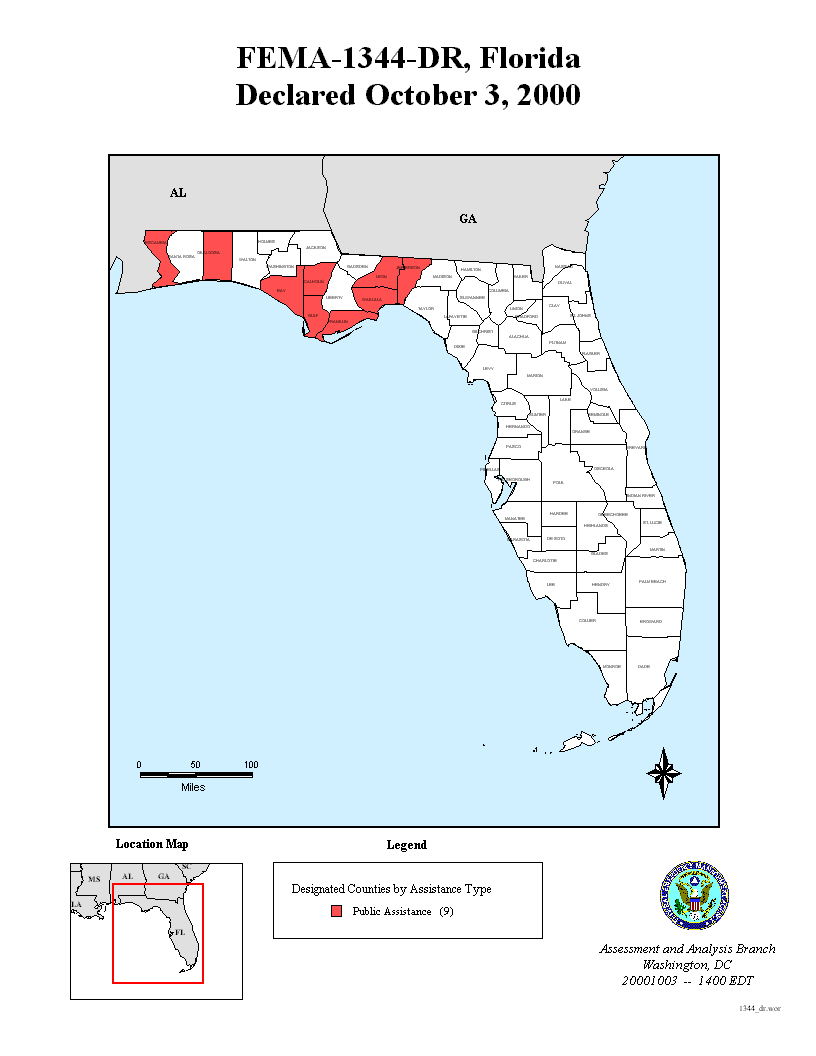
Municípios elegíveis para assistência pública

Quando Helene se mudou pela Geórgia, havia ventos sustentados de cerca de 30 mph (48 km/h), com rajadas mais altas. Caíram fortes chuvas ao longo de seu caminho, com um pico em todo o estado de 130 mm (5.13 in) em Dunwoody.  As chuvas aliviaram as persistentes condições de seca em todo o estado. No entanto, a combinação de ventos e chuva derrubou árvores e linhas de energia; uma árvore caindo danificou um carro em Sandersville. A noroeste da Geórgia, as chuvas se espalharam pelo Tennessee, chegando a 79 mm (3.12 in) em Copperhill.  Enquanto Helene se movia pela Carolina do Sul, ele gerou um tornado F2 em Martin que matou uma pessoa, feriu seis e danificou 12 casas. A maior precipitação nos Estados Unidos associada a Helene foi um total de 244 mm (9.60 in) em Bamberg, embora as imagens de radar meteorológicas estimassem totais de até 360 mm (14 in). As chuvas causaram inundações ao longo da Rodovia 47, no condado de Orangeburg, onde 130 mm (5.3 in) foram registados. No condado de Berkeley, uma mulher morreu após fazer um hidroavião e bater com o carro em uma árvore.
A precipitação na Carolina do Norte atingiu o pico de 211 mm (8.31 in) em Longwood ;  em Jacksonville, a precipitação causou inundações nas ruas. Na costa da Carolina do Norte, uma estação em Diamond Shoal Light relatou rajadas de vento de 70 mph (110 km/h) enquanto Helene se intensificava novamente para uma tempestade tropical. Ao longo da costa, as rajadas mais altas foram de 52 mph (84 km/h), relatado em Cape Lookout e Duck. A chuva da tempestade se estendeu pela Virgínia e em Delaware. 

### Canadá
Depois de voltar a se intensificar em uma tempestade tropical pela segunda vez, Helene passou para o sudeste do Canadá Atlântico. Embora as suas ventos mais fortes tenham permanecido ao largo, as bandas de chuva externas diminuíram a precipitação, chegando a 0,89 pol (22,5 mm) no leste da Nova Escócia e 1,18 pol (30 mm) no sudeste de Terra Nova.

## Rescaldo
Em 3 de outubro, o presidente dos Estados Unidos Bill Clinton declarou nove condados da Flórida como áreas de desastre, que alocaram recursos federais para remoção de entulhos, serviços de emergência e restauração de instalações públicas danificadas. No condado de Franklin, muitos residentes tiveram que ferver a água antes do consumo devido a poços de água contaminados. Como resultado, a seção local da Cruz Vermelha forneceu garrafas de água aos residentes afetados. A Cruz Vermelha também destacou dois veículos móveis de alimentação para o condado de Wakulla, e um total de 700 refeições acabaram sendo distribuídas.